# Pau Duarri i Sapera
Pau Duarri i Sapera (Aguilar de Segarra, 1874-Navars, 1922). Mestre d'obres i autor del primer pla de Navars
Duarri va arribar a Navars el 1898 per treballar-hi de paleta. Les seves obres més immediates van ser aixecar les voltes de l'església entre 1901 i 1905, una actuació considerada prou complexa, el que denota la seva habilitat com a constructor. Malgrat la seva prematura mort als 48 anys, Duarri va tenir una intensa activitat constructiva al municipi tant en l'àmbit públic com privat.
Però el que l'ha situat com a personatge rellevant i amb una gran empremta en la història local és el plànol del municipi, signat el 1911. En el plànol, que es conserva, es planifica un creixement seguint les pautes de l'urbanisme més avantguardista de l'època; els carrers són amples i rectes. L'element més característic d'aquesta planificació fou la creació d'un espaiós passeig, una via d'aquestes característiques només es trobava a les ciutats. Se li va posar el nom de Ramon Vall, en reconeixement d'haver cedit els terrenys dels carrers.
En aquella planificació hi van intervenir gent diversa, prohoms de l'època, com Ramon Vall, Joan Pascual, Francesc Batlló, Josep Mas, Josep Forcada i Jaume Pons.
El creixement urbanístic del poble fins als nostres ha seguit bàsicament el plànol de Pau Duarri, només l'any 1947 se'n va fer un de nou per posar al dia el creixement que havia sofert el poble.